# Талышинская, Виктория Валерьевна
Викто́рия Вале́рьевна Талыши́нская (урождённая Бельская; род. 8 апреля 1977 года, Москва, РСФСР) — российская певица, бывшая участница музыкального дуэта «Непара», участница дуэта «2 ОКеана».

## Биография
Виктория Валерьевна Бельская родилась 8 апреля 1977 года в Москве. Отец — Валерий Романович Бельский, музыкант, участник Народного ансамбля России «Гренада», мать — Лариса Николаевна Бельская (дев. Графова), домохозяйка.
В возрасте шести лет, по настоянию родителей, начала заниматься балетом, однако, будущую певицу не особо интересовал балет, и в девять лет она провалила вступительные экзамены в столичное хореографическое училище.
В 1991 году Бельская приняла участие в программе «Утренняя звезда», но проиграла Дмитрию Данькову, который и стал впоследствии победителем конкурса. Несмотря на это, она получила Приз зрительских симпатий.
В 1993 году на выпускном экзамене в студии Гнесинского училища Викторию Бельскую заметил режиссёр Государственного еврейского музыкального театра «Лехаим» и предложил роль в постановке спектакля по произведению Шолом-Алейхема «Блуждающие звёзды». Несколько лет она являлась солисткой театра, играя во многих спектаклях.
В 1995 году Виктория Талышинская поступила в РАТИ-ГИТИС на эстрадное отделение.
В 2002 году совместно с Александром Шоуа был образован дуэт «Непара», который распался в 2012 году. Однако, осенью 2013 года Талышинская и Шоуа объявили о воссоединении дуэта.
В августе 2019 года снова было объявлено о распаде дуэта «Непара». В том же месяце Виктория Талышинская стала солисткой дуэта «2 ОКеана».

## Личная жизнь
В своё время певица была замужем за бизнесменом Эльдаром Мусаевичем Талышинским, с которым развелась в 2004 году.
В 2009 году она вышла замуж за бывшего спортсмена, хоккеиста Станислава Владимировича Чепурова, с которым развелась в 2012 году. 
В 2015 году Виктория Талышинская вышла замуж за реставратора живописи Ивана Таировича Салахова, сына художника Таира Салахова. 29 октября 2016 года родила дочь Варвару.

## Творчество

### «Непара»
- 2003 — «Другая семья»
- 2006 — «Всё сначала»
- 2009 — «Обречённые/Обручённые»

### «2ОКеана»
- 2021 — «Не смотри вниз»

### «Непара»
- 2009 — «Выйди на связь» (в составе дуэта «Непара»)
- 2010 — «Любовь, которая была» (в составе дуэта «Непара»)
- 2011 — «В облаках» (в составе дуэта «Непара»)

### Непара
- Другая причина (2002),
- Они знакомы давно (2003),
- Бог тебя выдумал (2004),
- Плачь и смотри (2006),
- Беги-беги (2007),
- В облаках (2011),
- Тысяча снов (2013)[13]
- Не плачь (2016).

### 2 ОКеана
- Если не судьба (2019)

## Фильмография
- 2004 — «Московская жара» — Инна